# Sűrűház
Sűrűház (korábban Strukócz, szlovénül: Strukovci, vendül Strükovci, németül: Strukowitz) falu Szlovéniában, Muravidéken, Pomurska régióban. Közigazgatásilag Battyándhoz tartozik.

## Fekvése
Muraszombattól 10 km-re északnyugatra,  a Lendva és a Bodonci-patak összefolyásánál fekszik. A falu nyugati szélén a Nagy-patak ömlik a Lendvába. Két fő részből áll, Alsó- és Felső-Sűrűházból.

## Története
Első írásos említése 1365-ből való "Zdrykolch" néven. 1365-ben Széchy Péter fia Miklós dalmát-horvát bán és testvére Domonkos erdélyi püspök kapták királyi adományul és cserébe a Borsod vármegyei Éleskőért, Miskolcért és tartozékaikért Felsőlendvát és tartozékait, mint a magban szakadt Omodéfi János birtokát. A település a későbbi századokon át is birtokában maradt ennek családnak. Az 1366-os beiktatás alkalmával részletesebben kerületenként is felsorolják az ide tartozó birtokokat, melyek között a falu "Ztrypkouch in districtu Waralyakunriky" alakban (azaz a váraljakörnyéki kerülethez tartozó Sztripkóc) szerepel.
1499-ben "Zthrykowcz" néven említik. 1600-ban a törökök betörtek a faluba. Az akciót követően a község meghódolt az oszmánoknak és adót fizetett nekik. A 17. század végén a hódoltság megszűnt.
 A 19. század második feléig a község Sztrukóc néven szerepelt a térképeken, amit magyarosítottak Sűrűházra.
Evangélikus iskoláját 1867-ben alapították, addig a gyerekek Bodóhegyre jártak iskolába. Első tanítója Bakó János volt, aki a tanítást még egy magánházban kezdte. Az iskolaépület 1869-ben épült fel. Az iskolát 1902-ben meglátogatta Gyurácz Ferenc dunántúli evangélikus püspök is.
Vályi András szerint "STRUKÓCZ. Tót falu Vas Várm. földes Ura Gr. Nádasdy Uraság, lakosai katolikusok, fekszik Stájer Ország mellett, Hidegkúthoz nem meszsze, mellynek filiája; határja síkos, réttyei jók, legelője elég, vagyonnyaikat is jól eladhattyák."
Fényes Elek szerint "Sztrukócz, vindus falu, Vas vmegyében, Stéjerország szélén, a felső-lendvai uradalomban. Ut. posta Radkersburg."
Vas vármegye monográfiája szerint " Sürüháza, 58 házzal és 363 vend lakossal. Vallásuk ág. ev. Postája Bodóhegy, távirója Muraszombat."
1910-ben 326, túlnyomórészt szlovén lakosa volt. A trianoni békeszerződésig Vas vármegye Muraszombati járásához tartozott. 1919-ben átmenetileg a de facto Mura Köztársaság része lett, majd a Szerb–Horvát–Szlovén Királysághoz csatolták, ami 1929-től Jugoszlávia nevet vette fel. 1941-ben átmeneti időre ismét Magyarországhoz tartozott, 1945 után visszakerült jugoszláv fennhatóság alá. 1991 óta a független Szlovénia része. 2002-ben 183 lakosa volt.

## Nevezetességei
- Evangélikus kápolnája.
- Küzmics István emlékműve.

## Híres emberek
- Itt született 1723-ban Küzmics István evangélikus lelkész, tanár, író, aki vendre fordította az evangélikus újszövetséget (Nouvi Zákon) és ezzel egyik megalapozója lett a vend nyelvnek. Emlékművét születésének 250. évfordulóján avatták fel a településen.
- Itt született 1764 körül Lülik István 19. századi evangélikus iskolamester.